# Paralisi di Klumpke
La paralisi di Klumpke è una varietà di paralisi parziale delle radici inferiori del plesso brachiale. Il plesso brachiale è una rete di nervi spinali che ha origine nella parte posteriore del collo, si estende attraverso l'ascella e dà origine ai nervi dell'arto superiore. La condizione paralitica prende il nome da Augusta Déjerine-Klumpke.

## Segni e sintomi
I sintomi comprendono una minima deformità della mano, la paralisi dei muscoli intrinseci della mano e l'intorpidimento del dermatoma C8 / T1. Il coinvolgimento di T1 può provocare la sindrome di Horner, con ptosi e miosi. Si verifica una debolezza o mancanza di capacità di usare muscoli specifici della spalla o del braccio. Può essere contrastato dalla paralisi di Erb-Duchenne, che colpisce C5 e C6.

## Cause
La paralisi di Klumpke è una forma di paralisi che coinvolge i muscoli dell'avambraccio e della mano, risultante da una lesione del plesso brachiale nel quale sono interessati l'ottavo nervo cervicale (C8) e il primo toracico (T1) prima o dopo che si sono uniti per formare la parte inferiore tronco. La paralisi successiva riguarda, principalmente, i muscoli intrinseci della mano (in particolare l'interossei, tenar e ipotenar)  e flessori del polso e delle dita (in particolare flessore ulnare del carpo e metà ulnare del flessore profondo). Possono essere coinvolti i muscoli pronatori dell'avambraccio e flessori del polso, così come dilatatori dell'iride e degli elevatori della palpebra (entrambi i quali possono essere visti nel caso della sindrome di Horner associata). La presentazione classica della paralisi di Klumpke è la "mano ad artiglio" in cui l'avambraccio è supinato e il polso e le dita sono flessi. Se è presente la sindrome di Horner, c'è una miosi (costrizione delle pupille) nell'occhio interessato.
La lesione può essere congenita e derivare da difficoltà nel parto. Il meccanismo eziologico più comune è causato da un parto vaginale traumatico. Il rischio è maggiore quando la madre è piccola o quando il bambino è di grande peso. Il rischio di lesioni al plesso brachiale inferiore deriva dalla trazione del braccio da parte dell'ostetrica: è lo stesso meccanismo di danno che può colpire l'adulto quando cade da un ramo di un albero ma riesce a non cadere afferrando con una mano un ramo. Le lesioni del plesso brachiale inferiore dovrebbero essere distinte dalle lesioni del plesso brachiale superiore, che possono anche derivare da un trauma alla nascita ma dare una diversa sindrome nota come paralisi di Erb. Altri traumi, come gli incidenti in moto, che hanno lesioni simili al midollo spinale a C8 e T1, mostrano anche gli stessi sintomi della paralisi di Klumpke.

## Diagnosi
L'elettromiografia e i test di velocità di conduzione nervosa possono aiutare a diagnosticare la posizione e la gravità della lesione. Altrimenti, la diagnosi viene fatta clinicamente dopo un esame neurologico approfondito.

## Trattamento
L'efficacia del trattamento varia a seconda della gravità iniziale della lesione. La fisioterapia viene utilizzata per aumentare la forza muscolare e migliorare le funzioni muscolari. È possibile utilizzare anche modalità elettriche come la stimolazione del nervo elettrico.
Terapia occupazionale per fornire esercizi e meccanismi di coping per migliorare la capacità del paziente di svolgere attività di vita quotidiana. Gli obiettivi della terapia sono migliorare la sensazione tattile, la propriocezione e il range di movimento.
Il trattamento acuto di una lesione grave comporterà il riposizionamento, l'immobilizzazione o una micro-raffia.
La paralisi di Klumpke è elencata come una "malattia rara" dall'Office of Rare Diseases (ORD) del National Institutes of Health (NIH). Ciò significa che la paralisi di Klumpke, o un sottotipo di paralisi di Klumpke, colpisce meno di 200.000 persone nella popolazione negli Stati Uniti.